# أليدو باديني
أليدو باديني (بالفرنسية: Alidou Badini)‏ هو مخرج أفلام من بوركينا فاسو، عمل في العديد من الأفلام والمسلسلات التلفزيونية. شارك في إخراج فيلم «الزبدة ومال الزبدة» (Le Beurre et l'argent du beurre)، الذي نوقش على نطاق واسع، ووثق حقائق التجارة العادلة.
اشتغل باديني مصورًا ومخرجًا مساعدًا في العديد من الأفلام للسينما والتلفزيون، بدءًا من كيتا! إرث غريوت (Keïta! l'Héritage du griot) سنة 1994 للمخرج داني كوياتي. تم ترشيح فيلمه القصير زهور الأشواك (Fleurs d'épines) لجائزة فيالمهرجان الأفريقي للسينما والتلفزيون في واغادوغو سنة 2001. 
كان باديني مخرجا مشاركًا في فيلم «الزبدة ومال الزبدة»، التي تستكشف تجارة زبدة الشيا المصنوعة من جوز شجرة الكريتة، وهي مصدر نقدي لمزارعي الكفاف في بوركينا فاسو. اللوز والزبدة المستخرجة من المكسرات تستخدم في الطبخ والعناية بالجسم. على الرغم من المحاولات التي بُذلت لتطبيق مبادئ «التجارة العادلة»، يتساءل الفيلم عما إذا كان القرويون يستطيعون عمليًا الهروب من القوة العنيفة للسوق. تم عرض الفيلم في مهرجان أميان السينمائي الدولي. حصل الفيلم على جائزة لجنة التحكيم الكبرى في مهرجان نيامي السينمائي البيئي الدولي.

## أعماله
| السنة | العنوان                              | الدور      |
| ----- | ------------------------------------ | ---------- |
| 1994  | Keïta! l'Héritage du griot           | مساعد مخرج |
| 1995  | Les enfants du soleil                | مساعد مخرج |
| 1995  | Mare d'Ourcy, Merveille du Burkina   | مساعد مخرج |
| 1995  | Protection du cours d'eau du Mouhoun | مساعد مخرج |
| 1995  | Yaango، l'émigratio                  | مساعد مخرج |
| 1995  | Voyage à Ouaga                       | مساعد مخرج |
| 1995  | Si longue que soit la nuit           | مساعد مخرج |
| 1998  | Faire face                           | مساعد مخرج |
| 1999  | Boutons la polio                     | مُصوّر       |
| 2000  | Le poisson                           | مُصوّر       |
| 2000  | Le gingembre                         | مُصوّر       |
| 2001  | INA                                  | مُصوّر       |
| 2001  | Fleurs d'épines                      | مخرج       |
| 2002  | Source d'histoires                   | مساعد مخرج |
| 2004  | Wande                                | مُصوّر       |
| 2004  | Le nouveau royaume d'Abou            | مُصوّر       |
| 2004  | Rencontre en Ligne                   | مساعد مخرج |
| 2005  | Du venin dans la soupe               |            |
| 2007  | الزبدة ومال الزبدة                   | مخرج       |

## روابط خارجية
- أليدو باديني على موقع IMDb (الإنجليزية)
- أليدو باديني على موقع ألو سيني (الفرنسية)